# Silent Hill (computerspelserie)
Silent Hill (サイレントヒル, Sairento Hiru) is een reeks van survival horror-computerspellen ontwikkeld door Konami. De eerste vier spellen in de serie werden samen gemaakt met Team Silent. De serie heeft ook een aantal spin-offs gekregen in de vorm van stripseries, boeken en een film.
De eerste drie spellen uit de serie waren erg populair.
De spellen in de serie staan bekend om hun complexe verhaallijnen, welke worden verteld door tussenfilmpjes aan aanwijzingen in de spellen zelf. Elk spel ontvouwt zich langzaam, als een soort film, waarbij de acties van de speler bepalen hoe het verhaal verdergaat. De spellen staan ook bekend om hun soundtrack, gecomponeerd door Akira Yamaoka.

## Locatie
De spellen spelen zich af in een klein Amerikaans stadje genaamd Silent Hill, gelegen aan de rand van het Tolucameer en een groot bos. De stad heeft een eigen basisschool, winkelcentrum, kerk, twee ziekenhuizen en andere attracties. De meeste winkeltjes in de stad zijn van kleine ondernemers die in monsterlijke gedrochten zijn veranderd.
Voor 1600 was het landgoed waar Silent Hill op gebouwd is grondgebied van een Indianenstam, die er heilige rituelen uitvoerden. Onder de eerste kolonisten die de stad stichtten, braken vreemde ziektes en sterfgevallen uit. Derhalve werd de stad bijna een eeuw lang door iedereen gemeden. In de 19e eeuw gebeurde nogmaals precies hetzelfde.
Na de Amerikaanse Burgeroorlog vestigde zich in Silent Hill een sekte genaamd "De Orde", waarvan elk van de leden een andere afgod vereerde middels mensenoffers en dodenbezwering. De Orde handelde in een psychedelische drug genaamd White Claudia. De handel in deze drug werd opgerold na een oorlog tussen de Orde en de autoriteiten.
Silent Hill manifesteert zich in de spellen op drie parallelle bestaansniveaus of dimensies. De eerste is de normale, bewoonde dimensie. In de tweede, ook gekend als de "Mistige Wereld", is het plaatsje een schijnbaar verlaten stad die voortdurend gehuld is in dichte mist. In de derde dimensie, of "Anderwereld", is de stad een duistere, vergane stad gevuld met duivelse wezens. Deze dimensie lijkt op de 2de dimensie, maar is drastisch. In Silent Hill 1, is deze dimensie een donkere, geïndustrialiseerde en bebloede versie van de 2de dimensie. In Silent Hill 2, is het eerder een vochtige, beschimmelde versie, althans met veel trekjes van de Anderwereld van SH1. Silent Hill 3 heeft een Anderwereld die sterk lijkt op de eerste, maar veel bloederiger en organischer is. Silent Hill 4 heeft ook eerder een bebloede versie. Silent Hill Origins toont een beschimmelde en ook bebloede versie. In Silent Hill Homecoming is de Anderwereld zeer sterk geïndustrialiseerd, met een oranje hemel. Silent Hill Shattered Memories heeft een veel andere soort Anderwereld, een die omhuld is in ijs.
Vooral de laatste twee dimensies spelen een grote rol in de spellen.

## Gameplay
Het eerste Silent Hill-spel diende als model voor de anderen.
In elk spel neemt de speler de rol aan van een personage dat te maken krijgt met de bovennatuurlijke gebeurtenissen in Silent Hill. Deze personages zijn hier niet op voorbereid en derhalve niet klaar voor de confrontatie met dit verschijnsel. Het personage dat de speler bestuurt wordt gezien vanuit de derde persoon. De meeste levels spelen zich af in gebouwen, verbonden door smalle steegjes.
De gameplay draait voor een groot deel om het oplossen van puzzels, zoals het vinden van een sleutel of ander voorwerp. De speler kan verschillende wapens verzamelen, maar de personages die de speler bestuurt hebben vaak geen ervaring met het gebruik van deze wapens.
Alle spellen hebben meerdere eindes, afhankelijk van de keuzes die de speler maakt. De eindes zijn geordend van “slecht” naar “goed”.

## Spellen in de reeks

### Hoofdserie
- Silent Hill (1999)
- Silent Hill 2 (2001)
- Silent Hill 3 (2003)
- Silent Hill 4: The Room (2004)
- Silent Hill: Origins (2007)
- Silent Hill: Homecoming (2008)
- Silent Hill: Shattered Memories (2009)
- Silent Hill: Downpour (2012)
- Silent Hill f (2025)

### Zijserie, spin-offs en promotiediscs
- Silent Hill Play Novel (2000)
- Art of Silent Hill (2002)
- Lost Memories: The Art and Music of Silent Hill (2003)
- Inescapable rain in Yoshiwara (2004)
- The Silent Hill Experience (2006)
- The Silent Hill: Cage of Cradle (2006)
- Silent Hill: The Arcade (2007)
- Silent Hill: Double Under Dusk (2007)
- Silent Hill: The Escape (2007, 2008)
- Silent Hill: Orphan (2007)
- Silent Hill: Book of Memories (2012)

## Andere media

### Films
In april 2006 verscheen een film over Silent Hill. De film bevat materiaal uit de eerste vier spellen, maar is grotendeels gebaseerd op het verhaal van het eerste Silent Hill-spel op de PlayStation. De hoofdrol wordt vertolkt door Radha Mitchell.
Op 15 november 2012 kwam een tweede Silent Hill-film uit, genaamd Silent Hill: Revelation 3D , met in de hoofdrollen o.a. Adelaine Clemens (als Heather), Carrie-Anne Moss (als Claudia Wolf) en Malcolm McDowell (als Leonard Wolf). Acteurs uit het eerste deel zagen hun terugkeer, waaronder Radha Mitchell. Silent Hill: Revelation 3D is gebaseerd op het verhaal van Silent Hill 3 (PlayStation 2).

### Boeken
Er zijn drie boeken verschenen over Silent Hill, welke tot dusver alleen in Japan zijn gepubliceerd.
- Lost Memories (2003)
- Drawing Block: Silent Hill 3 Program (2003)
- Silent Hill (2006)

### Stripserie
Een stripserie geschreven door Scott Ciencin en getekend door Ben Templesmith (Dying Inside #1 and 2), Aadi Salman (Dying Inside #3,4,5), Shaun Thomas (Paint It Black, Among The Damned) en Nick Stakal (Grinning Man, Dead/Alive #1 to 5) werd gepubliceerd door IDW Publishing. Daarvoor verscheen al een graphic novel gebaseerd op het eerste spel.